# 阮廌
阮廌（越南语：／，1380年—1442年），號抑齋，他早年參與藍山起義，主要負責和明朝文書往來等事務。起義勝利後受後黎皇室賜姓，故又名「黎廌」，是越南後黎朝開國君主黎太祖黎利的策士與摯友，也是越南著名的政治家、儒學者以及文學家，亦通漢文。他輔佐黎利成功脫離中國明朝的統治，使越南取得再度獨立，是後黎朝的主要開國功臣。

## 生平

### 初仕胡朝
阮廌祖籍鳳山縣支碍社（今屬北江市），生于上福縣蕊溪社（今河內市常信縣）一官僚家庭，是榜眼阮飛卿的儿子。阮廌为陈元旦的外孙，因而与后黎朝另一位开国功臣陳元扞有亲谊。胡朝建新三年(1400年)，阮廌通过科举考试，成为胡朝庚辰科的一名进士。
1407年，明成祖以平討陳氏叛臣之名，派遣八十萬明軍南下攻滅胡朝，其父阮飛卿被明軍俘虏，押往金陵。阮廌送其父至南關隘口（今友誼關）时恸哭不愿返回，其父劝其回去，說「我觀天文，二十年後，西方必有真主興。汝當決志於此，雪國之恥，復父之仇」。

### 起義抗明
阮廌返回昇龍後，日夜思虑反明复国之事，隱居於茶山。1418年，黎利率兵至磊江縣，阮廌迎接并獻「平吳三策」，因而受到黎利的賞識和提拔，自此參加藍山起義。阮廌在戰爭中建功甚多，並向黎利主張不殺明俘、避實擊虛，又協助黎利整齊號令，嚴明軍紀，成功獲得越南百姓的支持。
1427年，阮薦加授朝列大夫、入內行遣、吏部尚書兼樞密院事。同年，明交州總兵王通困守昇龍，明朝派柳升、沐晟领10萬兵分兩路来援，阮廌主張圍而不打，在援军必经之地支棱（位於今諒山省）设伏。东路的柳升果然中伏，在馬鞍山（今諒山省同登市鎮）戰死，西路沐晟连夜经老街逃回云南。後明軍十萬再攻，向昌江進發，又被黎利軍大敗，潰不成軍。
黎利命阮廌撰《與王通書》，以「夫大廈將傾，非一木之所能支；長堤將潰，非杯土之所能障」勸王通退兵，并告知王通明朝援軍已經幾路覆沒的事實，威脅「倘若猶豫不決，吾之將士，疲於攻㦸，廢其農桑，決意兼攻」。王通最終被迫議和，領兵退回廣西，黎利軍最終在長達十年的抗明戰爭中獲勝，使越南再次恢復獨立。

### 建國以後
1428年黎利稱帝後被任為丞相，黎太祖賜其國姓，並封為冠服侯。阮廌完成《平吳大誥》，以記擊敗明朝之功，在任內制定了後黎朝的典章制度，並致力恢復與明朝的外交關係，使明朝正式確認越南的獨立。黎太祖死后，曾辞官回昆山清虚洞隐居，后又被重新启用。1442年七月，黎太宗閱兵到至靈縣（今海阳省至靈市），顺路前往探望阮廌宅邸，见其妻（或稱小妾）阮氏路有姿色，令随驾伺候。不料太宗突然暴斃，阮廌受诬陷遭到处死，並被誅三族。黎圣宗时冤案得以昭雪，被追封為金紫榮祿大夫。
阮廌的汉文作品有《藍山實錄》三卷、《军中词命集》、《平吳大誥》、《抑斋诗集》、《抑斋舆地考》等。他编选的《国音诗集》收入字喃诗254首，是越南现存第一部完整的喃字诗歌集，作品全部用唐律诗体写成，在形式上，唐律体到了阮廌的筆下有了创新。他追求脱离唐律诗体严格的韵律规定，创造出了有别于中国的民族诗体。他的创新明显地表现于诗人在唐律体的七言诗中插入一句或多句六言和首尾吟。阮廌诗歌的特點被後世越南诗人陆续采用。

## 封號
阮廌生前因功受封亞大智字冠服侯（李陳至黎初的爵位制度），後因黎太宗遇刺，奪爵族誅。黎聖宗為其平反，追封贊疇伯。襄翼帝洪順四年（1512年），加封濟文侯。顯宗景興初年，加封太保溪郡公。
歷代累加大王字號，為應義建謀濟艱定難宣猷迪德匡弱弼辟贊聖翊運顯功揚烈大王。景興二十八年（1767年），加宣靈延慶四字。景興四十年（1779年），加佐治迪猷四字，為應義建謀濟艱定難宣猷迪德匡弱弼辟贊聖翊運顯功揚烈宣靈延慶佐治迪猷大王。
阮朝嗣德六年，加封贈為俊邁剛忠中等神。

## 子女
據黎貴惇《全越詩集·黎廌》，阮廌有一子。
- 子阮鸚鵡，貢生出身，官至同知州
  - 長孫阮祖鑒，進士出身，官安邦承政使